# Estados vasallos y tributarios del Imperio otomano

Mapa que muestra algunos Estados vasallos en Europa Central en 1683.

Los Estados vasallos y tributarios del Imperio otomano fueron una serie de Estados vasallos o tributarios, por lo general localizados en la periferia del Imperio otomano, que estaban bajo soberanía de la Sublime Puerta, pero sobre los que no ejercía el control directo por diversas razones.

## Funciones
Algunos de estos Estados sirvieron como Estados tapón:  en Europa, entre los otomanos y la Cristiandad, y en Asia, con el chiismo. Su número varió con el tiempo pero los más notables fueron los kanato de Crimea, Valaquia, Moldavia, Transilvania y los emiratos kurdos (Bohtan, Principado de Bitlis). Otros Estados, tales como Bulgaria, Hungría, Serbia y el de Bosnia fueron Estados vasallos antes de ser absorbidos por el Imperio. Sin embargo otros tuvieron valor comercial, como Imericia, Mingrelia, Chios, el ducado de Naxos y la república de Ragusa (Dubrovnik). Algunas áreas, como las ciudades santas y las zonas tributarias venecianas de Chipre y Zante, no fueron tampoco plenamente incorporadas. Por último, algunas pequeñas áreas, como Montenegro/Zeta y Monte Líbano no merecieron el esfuerzo de la conquista y no quedaron totalmente subordinadas al centro.

## Formas
Los Estados vasallos y tributarios del imperio otomano tenían formas de dependencia muy diferentes:   
- Algunos Estados del sistema de eyalatos incluían: sanjacados-beys que fueron leales a sus sanjak o que heredaron su posición (por ejemplo, Samtsje, algunos sanjacados kurdos); áreas a las que se les permitió elegir a sus propios líderes (por ejemplo, zonas de Albania, Epiro y Morea (la península de Mani era nominalmente una parte de la Provincia de las islas del Egeo, pero los beys Maniot fueron vasallos tributarios de la Puerta), o de facto, eyalatos independientes (por ejemplo, las regencias berberiscas de Argel, Túnez y Tripolitania, en el Magreb, y, más tarde, el Jedivato de Egipto).

- Fuera del sistema de eyalatos estaban Estados como Moldavia, Valaquia y Transilvania, que pagaban tributo a los otomanos y sobre los cuales la Puerta tenía el derecho de nombrar o destituir a los gobernantes, los derechos de guarnición, y el control de la política exterior. Eran considerados por los otomanos como parte de Dar al-'Ahd, aunque les permitieron preservar su autogobierno, y no estaban bajo la ley islámica, como el propio imperio; a los súbditos otomanos, o musulmanes en este caso, no se les permitía establecerse de forma permanentemente o construir mezquitas.[1]

- En el último período de decadencia otomana, varios Estados separatistas del Imperio otomano tuvieron la condición de Estados vasallos (por ejemplo, pagaron tributo al Imperio otomano), antes de conseguir la independencia completa. Fueron sin embargo independiente de facto, incluyendo el tener su propia política exterior y su propio ejército independiente. Este fue el caso de los principados de Serbia, Rumania y Bulgaria.

- Algunos Estados, como Ragusa, pagaban tributo por la totalidad de su territorio y reconocieron la soberanía otomana.

- Otros, como el Jerife de la Meca, reconocían la soberanía otomana, pero fueron subsidiarios de la Puerta.

- También hubo Estados vasallos secundarios, como la Horda Nogái y los circasianos, que fueron (al menos nominalmente) Estados vasallos de los kanes del kanato de Crimea, o algunos Estados o tribus bereberes y árabes, que pagaban tributo a los beylerbeyis del norte de África, que, a su vez, eran Estados vasallos otomanos ellos mismos.

- Otros Estados pagaron tributo por algunas posesiones que legalmente pertenecían al Imperio otomano, pero que de hecho no poseían, como la Monarquía de los Habsburgo por la Hungría Real o la República de Venecia por Zante.

Otro tributo que pagaron las potencias extranjeras incluía una especie de "dinero de protección", a veces llamado impuesto de horda (similar a la Danegeld o «impuesto danés») que satisficieron el Imperio ruso o la República de las Dos Naciones (Polonia-Lituania). Se pagaba, por lo general, a los kanes vasallos otomanos del kanato de Crimea más que al propio sultán otomano directamente.

## Estados vasallos
| 1372      | 1395                | Señorío de Prilep |
| 1372      | 1403                | Familia noble Dejanović |
| 1372      | 1403                | Imperio bizantino, estado vasallo desde 1372 a 1403, tributario desde el 1424. |
| 1395 1417 | 1397 1861           | Principado de Valaquia (Eflâk Prensliği), con algunas interrupciones; anexionado brevemente como eyalato en 1521-1522 y en 1595-1596; |
| ca. 1402  | 1459                | Despotado de Serbia |
| 1442      | 1459                | República de Ragusa |
| 1456 1503 | 1457 1861           | Principado de Moldavia (Boğdan Prensliği), con algunas interrupciones; anexionado brevemente como eyalato en 1595-1596); |
| 1478      | 1774                | Kanato de Crimea (Kırım Hanlığı); Horda Budzhak (? -1807) Horda Edisanskaya (? -1770) Horda Edichkulskaya (? -1770) Horda Dzhambuylutskaya (? -1770) Principados circasianos y tribus Kabardinskaya (? -1739) Yedisán (1684-años 1760) |
| 1516      | 1840                | Líbano bajo el gobierno de las dinastías Ma'an (1516-1697) y Chehab (1697-1840) |
| 1517      | 1803                | Jerifato de La Meca |
| 1523      | 1523                | Kanato de Kazán (Kazan Hanlığı), conquistado brevemente por el kanato de Crimea, y Sahib I Giray fue entronizado como kan; |
| 1526      | 1570                | Reino Oriental de Hungría |
| 1533      | 1606                | Sacro Imperio Romano Germánico, vasallo nominal |
| 1554      |                     | Sultanato wattásida |
| 1555      | 1804                | Reino de Imereti Principado de Mingrelia (1557-1803) Principado de Abjasia (1555-1810) |
| 1565      | 1597?               | Dinastía Hilaalee de Las Maldivas |
| 1566      | 1579                | Ducado de Naxos; |
| 1543      | 1692                | Principado de Transilvania (Erdel), con algunas interrupciones; |
| 1569      | Fin del siglo XVIII | Sultanato de Aceh; |
| 1576      | 1578                | Sultanato saadí |
| 1576      | 1586                | República de las Dos Naciones (Polonia-Lituania) (Lehistan), brevemente estado vasallo nominal bajo la soberanía del vasallo otomano Esteban Báthory, príncipe de Transilvania; |
| 1620      | 1620                | Reino de Bohemia, por breve tiempo bajo Federico I de Bohemia |
| 1681      | 1685                | Principado de Alta Hungría (actual Eslovaquia), bajo Imre Thököly |
| 1669      | 1675                | Hetmanato cosaco, Margen derecho de Ucrania bajo el gobierno de Petro Doroshenko |
|           |                     | República de las Islas Jónicas |
| 1817      | 1830                | Principado de Serbia (Sırbistan Prensliği), mayor autonomía entre 1833-1878; |
| 1830      |                     | Emirato de Yábal Shámmar |
| 1862      | 1877                | Principados Unidos de Rumania (Romanya Prensliği) |
| 1867      | 1914                | Jedivato de Egipto (Mısır), de jure bajo soberanía otomana, en efecto, totalmente autónomo, y desde 1882 un protectorado británico; rompió con la soberanía otomana a la entrada de los otomanos en la Primera Guerra Mundial, reformándose como sultanato de Egipto. El día en que Gran Bretaña y Francia declararon la guerra contra el Imperio otomano, Gran Bretaña también se anexionó formalmente de Chipre (bajo administración británica desde la Convención de Chipre en 1878, pero todavía nominalmente un territorio otomano) el 5 de noviembre de 1914. |
| 1878      | 1908                | Principado de Bulgaria (Bulgaristan Prensliği) |
| 1878      | 1878                | Principado de Montenegro (Karadağ Prensliği) |
| 1835      | 1912                | Principado de Samos (Sisam), establecido como un principado tributario autónomo bajo un gobernador cristiano; anexado a Grecia durante la Primera Guerra de los Balcanes; |
| 1862      | 1877                | Principados Unidos de Rumania (Romanya Prensliği) |
| 1878      | 1885                | Rumelia Oriental (Doğu Rumeli), establecido por el Tratado de Berlín el 13 de julio de 1878 como una provincia autónoma; unido al estado tributario del Principado de Bulgaria, el 6 de septiembre de 1885, pero permaneció de iure bajo soberanía otomana; independiente, junto con el resto de Bulgaria, el 5 de octubre de 1908; |
| 1878      | 1914                | Chipre (Kıbrıs), establecido como un protectorado británico bajo la soberanía otomana con la Convención de Chipre de 4 de junio de 1878; anexionado por el Reino Unido de Gran Bretaña e Irlanda después de la entrada otomana en la Primera Guerra Mundial; |
| 1872      | 1913                | Catar (Katar); |
| 1898      | 1912/13             | Estado de Creta (Girit), establecido como un estado tributario supervisado internacionalmente encabezado por un gobernador cristiano; en 1908, el Parlamento de Creta declaró unilateralmente la unión con Grecia; la isla fue ocupada por Grecia en 1912, y de jure anexionada en 1913. |